# Hôtel de ville de Fontainebleau
L'hôtel de ville de Fontainebleau est un édifice administratif du XIXe siècle abritant la mairie de la ville, situé à Fontainebleau, en France.

## Situation et accès
L'édifice est situé dans le quartier du centre-ville de Fontainebleau, au sud-ouest du département de Seine-et-Marne.
La façade principale longe la rue Grande, mais l'accès principal aux bâtiments et à la cour intérieure s'effectue depuis la rue Paul-Séramy.

## Histoire
L'hôtel de ville est reconstruit en 1864 sous le Second Empire. L'ancien hôtel de ville de Rueil-Malmaison devenu musée d'histoire locale reprend les grands traits de celui de Fontainebleau.
Dans l'après-midi du 3 septembre 1888, le président de la République, Sadi Carnot, en déplacement à Fontainebleau, effectue une visite du bâtiment dont il parcourt les salles et les bureaux.

Façade principale, vers 1905
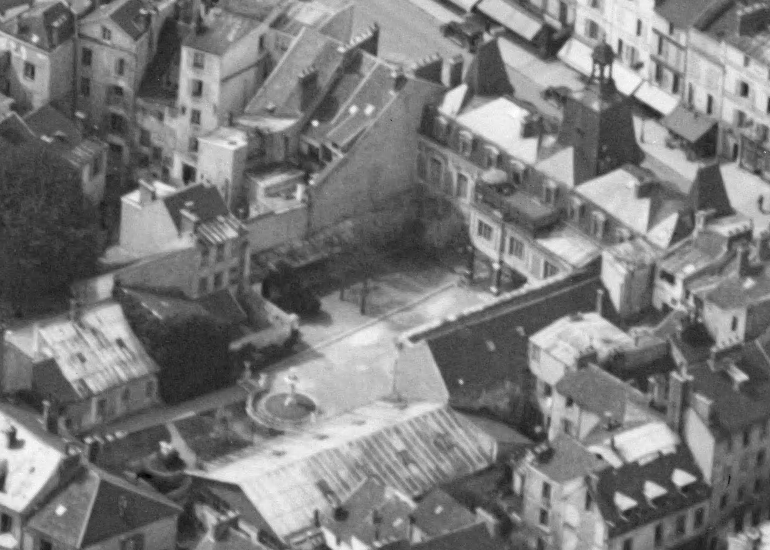
Vue aérienne de la façade arrière du bâtiment historique et de la cour avec fontaine, en avril 1935.

L'hôtel de ville est autrefois l'un des bâtiments de la ville à sonner l'heure. Lors de sa séance du 28 décembre 1929, le conseil municipal vote l'électrification de ses horloges, en même temps que celle de l'église Saint-Louis et l'installation d'une autre place de l'Étape, en allouant pour le tout une somme de 16 000 francs.

## Structure
L'ensemble est composé du bâtiment originel de la rue Grande prolongé derrière par un bâtiment plus récent. Le côté droit du bâtiment originel est adjacent aux habitations.

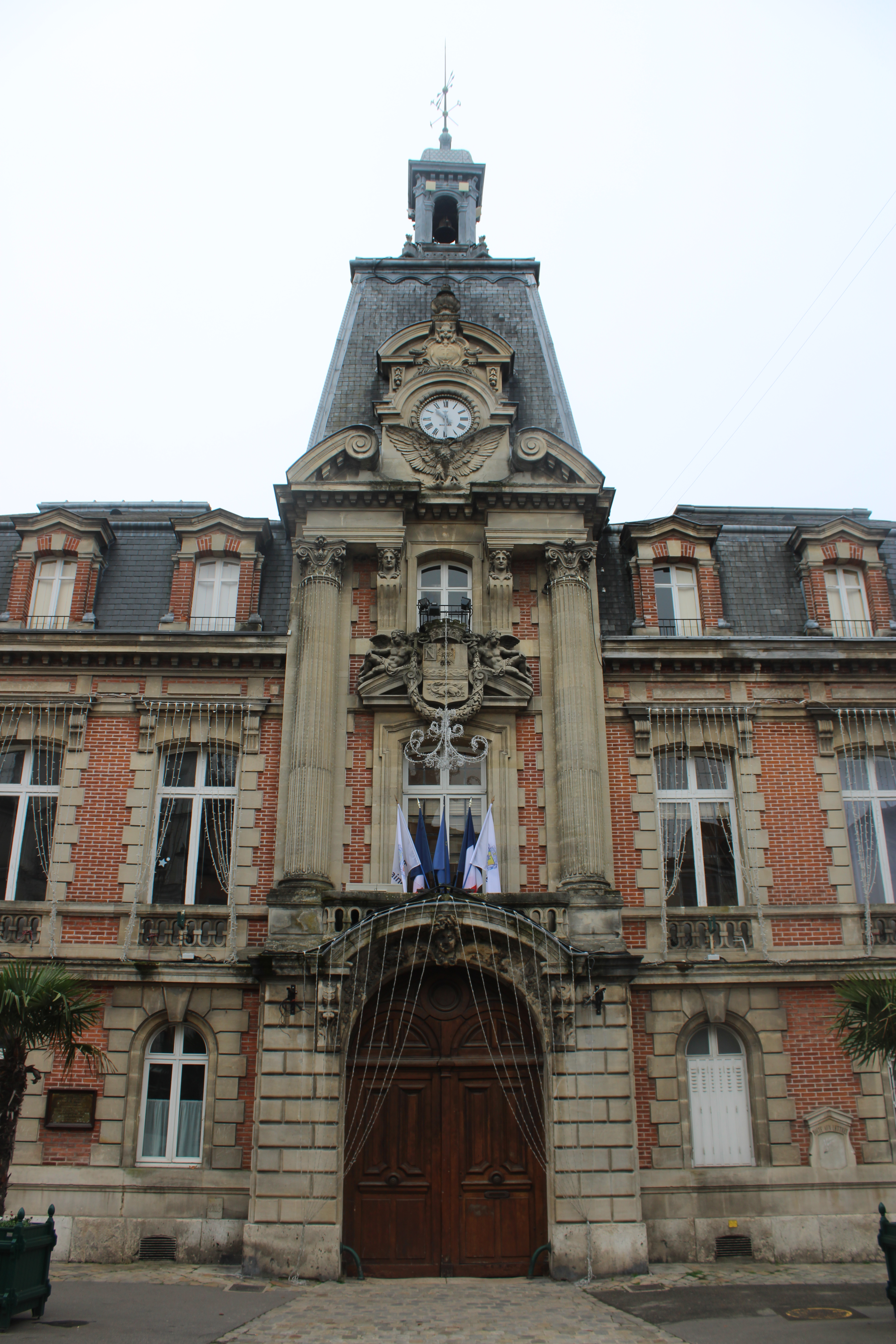
Entrée depuis la rue Grande
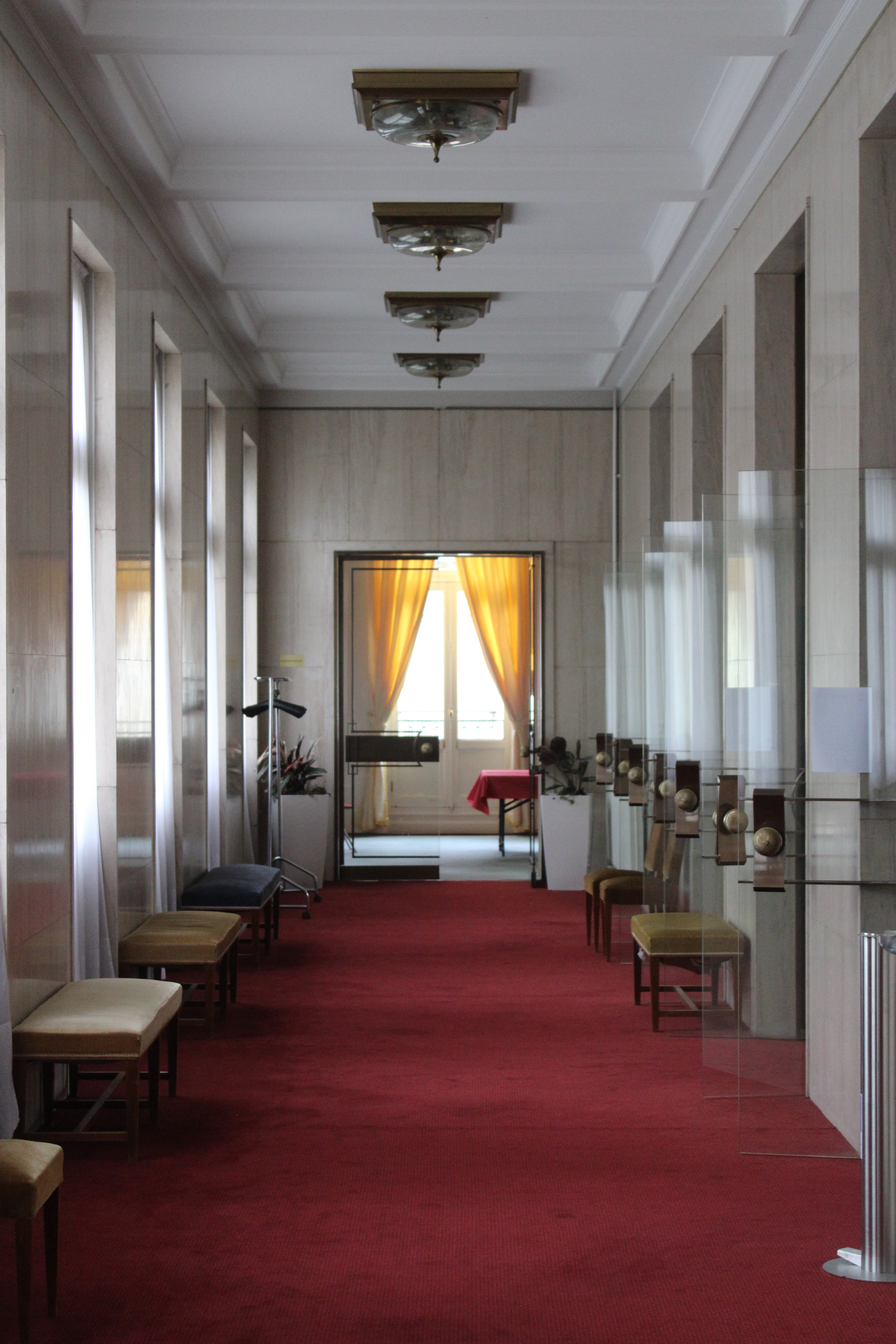
Couloir du premier étage
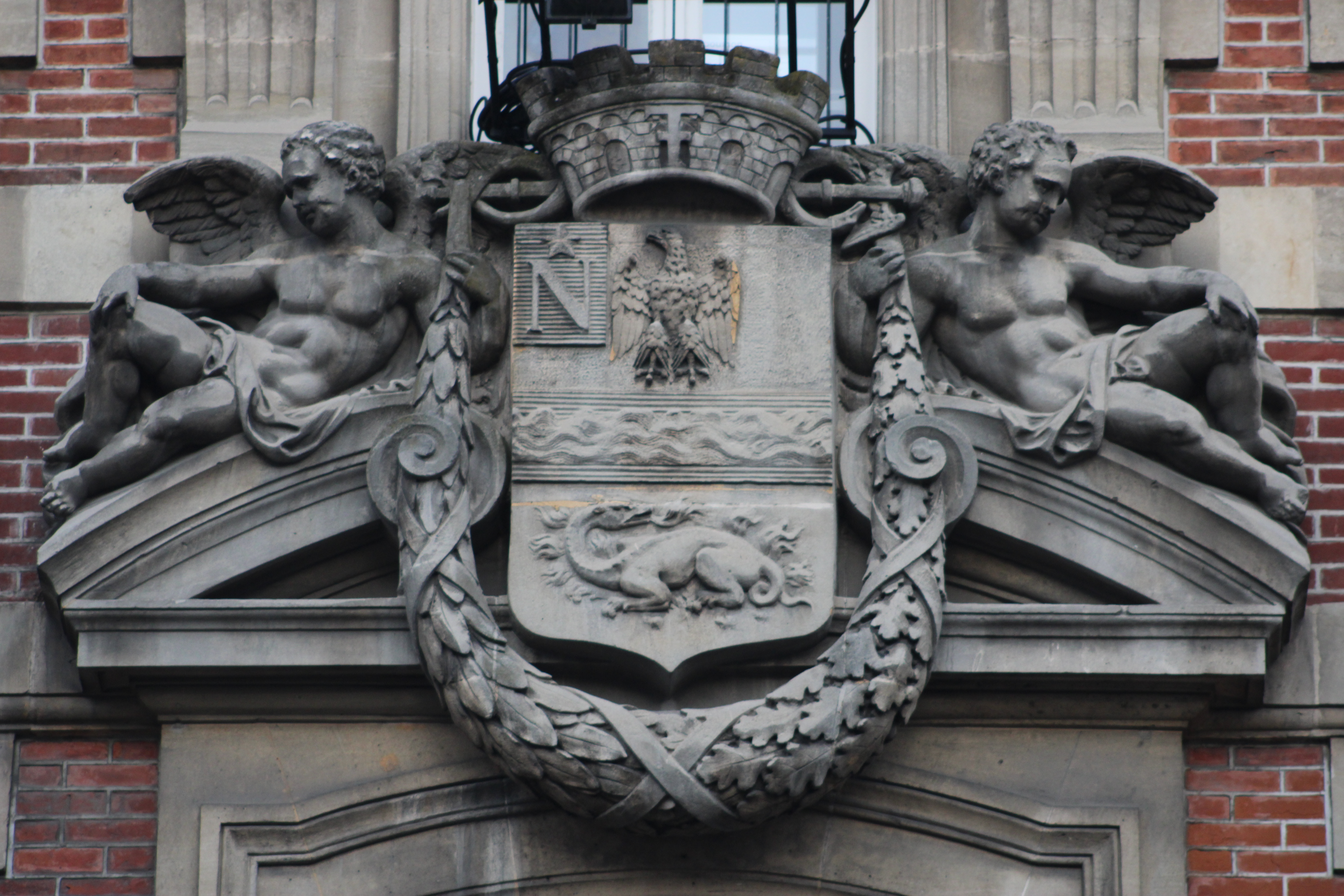
Armoiries de la ville sur la façade
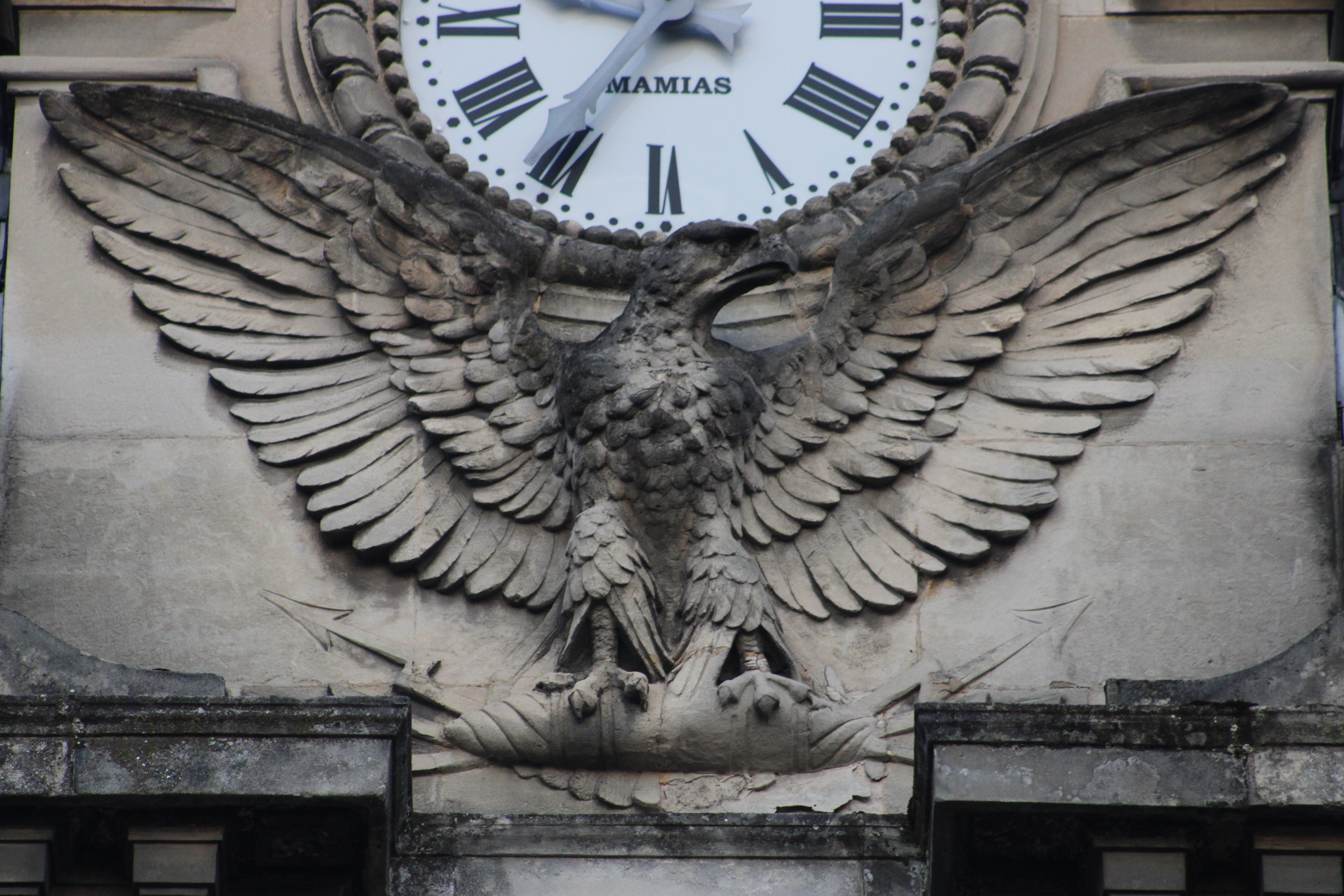
Haut-relief d'aigle sur la façade
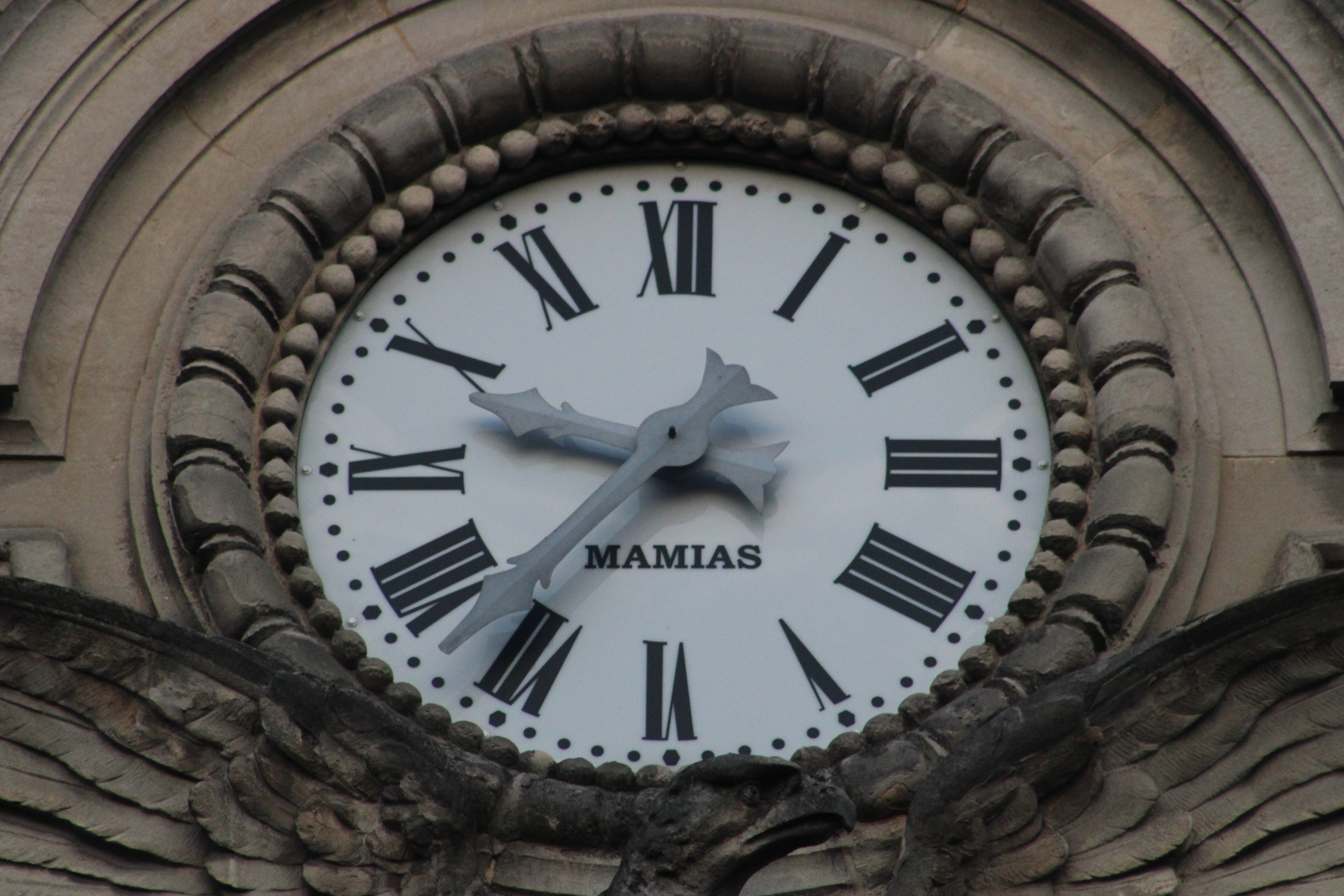
Horloge sur la façade
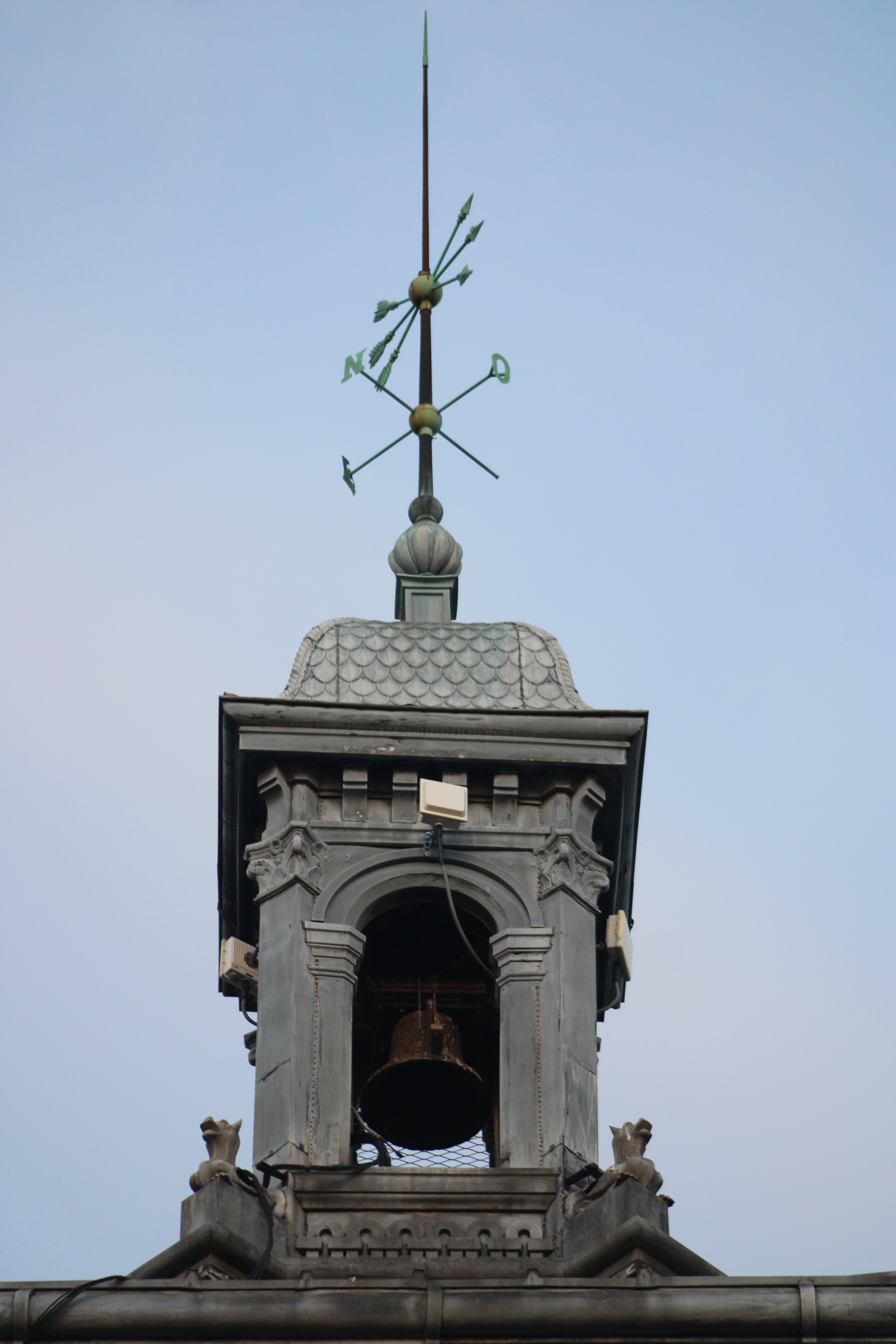
Clocheton